# Lèvres closes (film, 1927)
Pour les articles homonymes, voir Lèvres closes.
Pour plus de détails, voir Fiche technique et Distribution.
Lèvres closes (Förseglade läppar) est un film suédois réalisé par Gustaf Molander, sorti en 1927.

## Synopsis
Angela, une orpheline, a été élevée dans un couvent du nord de l'Italie. Lorsqu'elle atteint sa majorité, elle va vivre sa vie hors des murs du couvent...

## Fiche technique
- Titre original : Förseglade läppar
- Titre français : Lèvres closes
- Réalisation : Gustaf Molander
- Scénario : Paul Merzbach
- Photographie : Julius Jaenzon
- Pays de production : Suède
- Format : Noir et blanc - 1,33:1 - Film muet
- Durée : 91 minutes
- Date de sortie : 1927

## Distribution
- Mona Mårtenson : Angela
- Fred Louis Lerch : Frank Wood
- Sandra Milowanoff : Marian Wood
- Stina Berg (en) : Sœur Scolastica
- Edvin Adolphson : Giambastista
- Karin Swanström : Tante Peppina